# Castel di Sangro Calcio
Maillots
Dernière mise à jour : 3 août 2011.
Castel di Sangro Calcio est un club italien de football basé à Castel di Sangro, dans la province de l'Aquila dans les Abruzzes. Le club évolue en 2011-2012 en Eccellenza, le premier niveau régional et sixième niveau de la hiérarchie du football italien. Le club a évolué plusieurs saisons en Serie B auparavant.

## Anciens joueurs
- Davide Bombardini  Italie
- Carlo Cudicini  Italie
- Vincenzo Iaquinta  Italie